# Costco
Costco è una grande catena statunitense di ipermercati all'ingrosso. Dal 2015 è considerata la seconda catena commerciale americana e mondiale. Dall'ottobre del 2007 è la prima azienda mondiale per quantità di vino venduto.

## Luoghi
Il quartier generale si trova a Issaquah nello stato di Washington ma venne fondata nel 1983 a Kirkland, sempre nello stato di Washington con l'apertura del primo magazzino all'ingrosso nelle vicinanze di Seattle. I centri commerciali Costco sono presenti negli Stati Uniti, in Canada, in Messico, in Giappone, in Gran Bretagna, in Corea del Sud, in Australia, in Taiwan, in Spagna, in Cina, in Francia, in Islanda, in Svezia.

## Storia

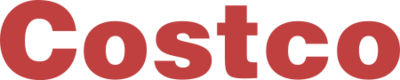
Il logo usato fino ai primi anni novanta.

Fondata da James Sinegal e Jeffrey Brotman, la Costco ha aperto il suo primo centro all'ingrosso vicino a Seattle il 15 settembre del 1983. Sinegal aveva iniziato a lavorare presso negozi all'ingrosso per Sol Price e per entrambi i suoi marchi, FedMart e Price Club, ed anche, sin da giovane, nel settore della grande distribuzione. Sol Price è morto il 14 dicembre del 2009 all'età di 93 anni.
Nel 1993, grazie alla similitudine sia nelle dimensioni che nel modello commerciale la Costco e la Price Club, fondata da Sol e Robert Price, si fusero in un'unica azienda Così, la nuova società creata dalla fusione, la PriceCostco, aveva raddoppiato la sua capitalizzazione. La PriceCostco poté così contare su 206 centri commerciali, con un giro di vendite di 16 miliardi di dollari annui. La ditta venne inizialmente guidata da entrambi consigli di amministrazione, ma nel dicembre del 1994 Sol e suo figlio Robert decisero di uscirne, fondando la Price Enterprises. Anche il fondatore della Wal-Mart, Sam Walton, prima del 1993 era interessato ad una fusione con Price Club, ma non se ne fece nulla.
Il primo negozio Price Club venne aperto nel 1976 in un vecchio hangar aeronautico, in precedenza appartenuto ad Howard Hughes, ed è ancora aperto oggi (negozio numero 401 a San Diego). Nel 1997, la compagnia cambiò il proprio nome in Costco Wholesale e tutti i negozi Price Club cambiarono insegna in Costco.

### Costco oggi

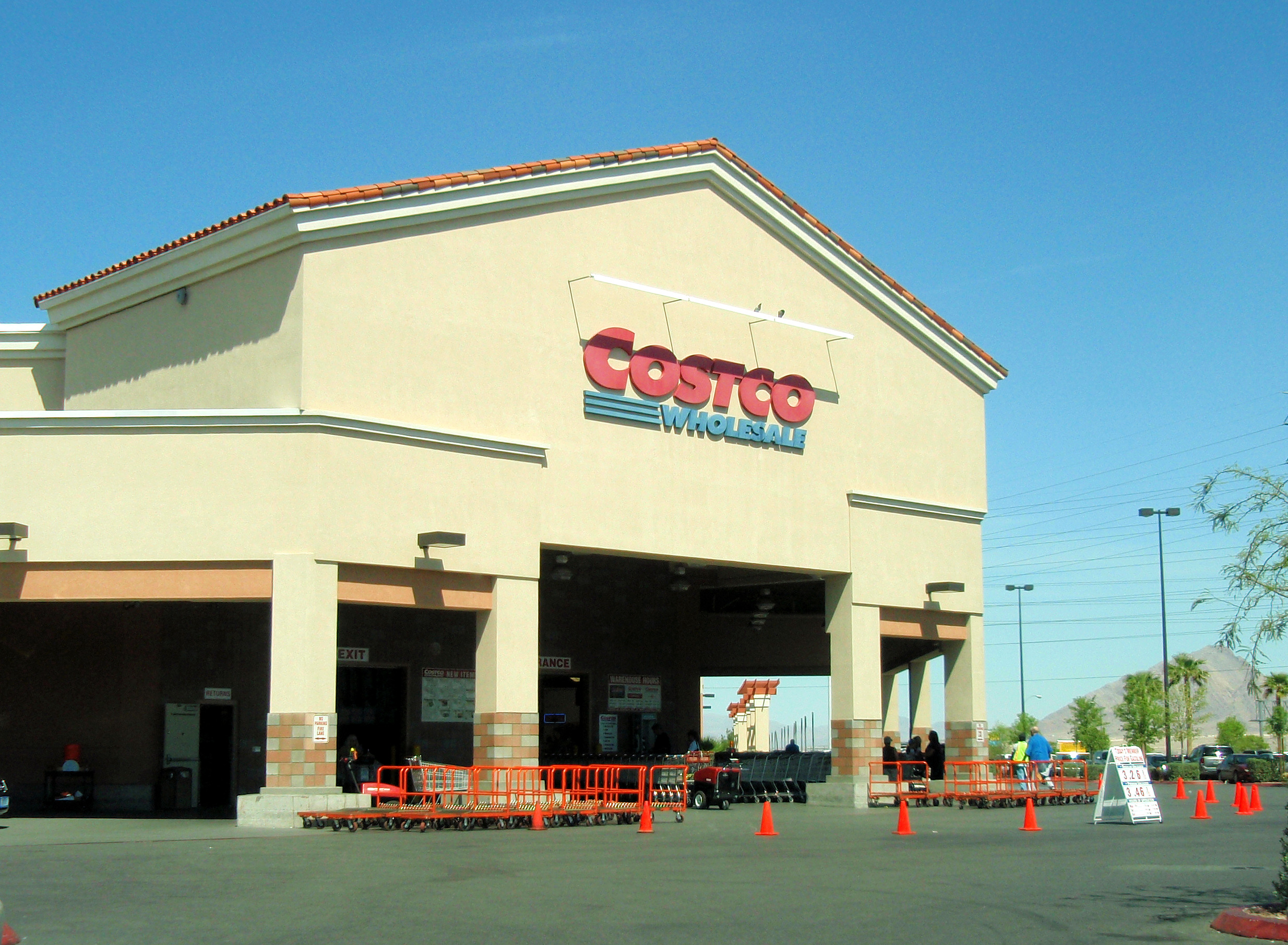
Ingresso a Henderson in Nevada

Negli Stati Uniti, i principali concorrenti del settore sono Sam's Club e BJ's Wholesale Club. Anche se i Sam's Club dispongono di un maggior numero di centri all'ingrosso rispetto alla Costco, questa realizza volumi di vendita superiori. La Costco impiega circa 304.000 dipendenti sia a tempo pieno che a tempo parziale, compresi lavoratori stagionali. Nel maggio del 2023 la Costco contava 124,7 milioni di soci.
La Costco fu la prima azienda a crescere, in meno di sei anni, da zero a 3 miliardi di dollari in merce venduta. Per l'anno fiscale conclusosi il 31 agosto del 2009, l'azienda ha venduto prodotti per un valore complessivo di 71,42 miliardi, con un profitto netto di 1,09 miliardi di dollari La Costco nel 2022 raggiunse la 27ª posizione a livello mondiale per capitalizzazione, secondo la rivista Fortune 500. Le associazioni di consumatori americane considerano la Costco la prima azienda nella grande distribuzione.
Negli Stati Uniti, Costco chiude solo 7 giorni l'anno per festività nazionali:
- Capodanno,
- Pasqua,
- Memorial Day,
- Giorno dell'Indipendenza,
- Labor Day,
- Giorno del ringraziamento,
- Natale.

## Modello di vendita

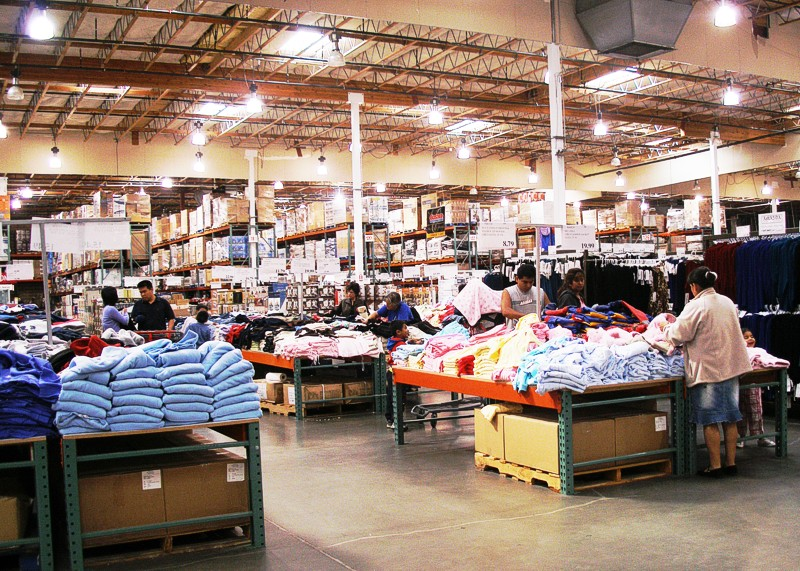
Interno di un tipico negozio Costco

La Costco è focalizzata nella vendita di prodotti a basso prezzo, generalmente in grosse quantità, destinati principalmente alle attività commerciali al dettaglio e alle famiglie numerose. L'azienda tende a concentrare la vendita su grossi volumi acquistando da un unico fornitore, esclusi i prodotti marchiati Kirkland, marchio della Costco. Questa strategia di vendita consente un abbassamento dei prezzi grazie ai ridotti costi di vendita e di marketing. Se il management della Costco considera il prezzo di un prodotto eccessivamente alto lo rifiuta. Per esempio, il 16 novembre del 2009, Costco ha annunciato che non avrebbe più venduto prodotti Coca-Cola poiché l'azienda non voleva abbassare i prezzi. Dopo una lunga trattativa, la Costco ha ripreso la vendita di prodotti Coca-Cola il 14 dicembre dello stesso anno. La Costco, per ridurre i costi di gestione, non fornisce né sacchetti, né materiale d'imballaggi. Per trasportare la merce i clienti si devono portare borse personali o utilizzare sacchetti sponsorizzati, disponibili dopo le casse.
I costi di illuminazione vengono ridotti nei giorni soleggiati grazie alle presenza di lucernai posti sul tetto degli edifici. Durante il giorno, appositi dispositivi elettronici misurano l'intensità della luce che entra spegnendo un'appropriata percentuale di luci interne. Durante un tipico giorno soleggiato è molto probabile, per la zona centrale degli edifici, avere tutte le luci spente.
La maggior parte dei prodotti vengono disposti nel magazzino su pallet di spedizione e direttamente utilizzati per mostrare i prodotti in vendita. Questo consente un ulteriore risparmio rispetto ai negozi al dettaglio che tengono i prodotti sugli scaffali. La Costco limita il ricarico sui prezzi degli articoli al massimo fino al 15%.

## L'associazione

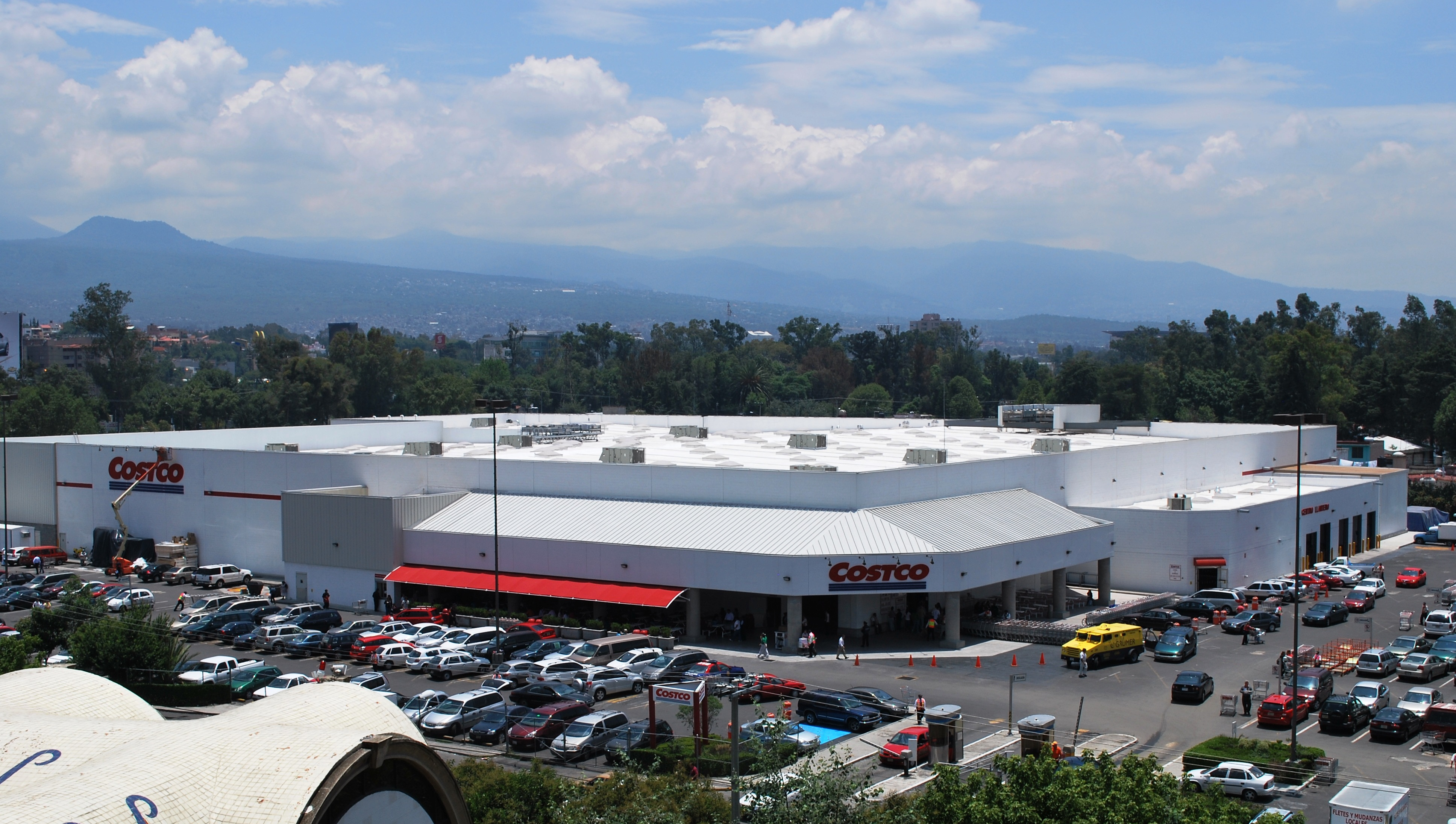
Costco a Città del Messico

Con l'esclusione di alcolici, benzina e medicine prescrivibili, i negozi Costco sono accessibili soltanto ai soci ed ai loro ospiti. Le tessere associative devono essere acquistate in anticipo ogni anno. Gli acquisti effettuati nel sito non richiedono la tessera di socio, mentre i clienti che acquistano presso i centri commerciali, se privi di tessera, sono gravati di un costo aggiuntivo del 5% su ogni acquisto. I negozi Canadesi della Costco accettano solo Mastercard cards, e debit cards con codice PIN (Interac in Canada), contanti e buoni pasto. Il centro commerciale consente ai propri membri di farsi accompagnare solo da una persona, ma solo i membri hanno l'autorizzazione all'acquisto. Da luglio 2016, viene accettata solamente la Visa (non più la American Express). La Costco, inoltre, negli Stati Uniti accetta carte di debito flessibili (FSA) per acquisti qualificati di farmaci e ottica.

## Le quote di adesione
Le quota di adesione annuale per il socio Gold Star è di $60 all'anno, mentre il socio Executive paga 100$. A differenza del socio Gold Star, il socio Executive ha la possibilità di usufruire di sconti speciali per l'acquisto di automobili, di appartamenti, di assicurazioni auto, e sui servizi di stampa fotografie. Inoltre può ricevere un ulteriore 2% di sconto su tutti gli acquisti per un massimo di 500 $, escluse sigarette, benzina e, in alcuni Stati, alcolici. In Canada i soci pagano 55$ canadesi, per una carta Gold Star, e 100 $ canadesi per la carta Executive. In Gran Bretagna il socio Trade paga 20 £ all'anno, più la VAT e una carta gratuita per il coniuge. I dipendenti della National Health Service e altri dipendenti del governo hanno diritto ad un abbonamento individuale al costo di 25 £. In Australia l'adesione annuale per un cliente d'affari è di 55 $ australiani, e 60 $ australiani per clienti Gold Star.
In Messico, l'adesione costa 400 $ messicani all'anno per una tessera Gold Star, e 1000 $ messicani per una tessera Executive. In Messico i soci Costco possono accedere all'acquisto di tutti i servizi e di tutti i prodotti. I supermercati dislocati nel territorio messicano accettano solo contante o carta Visa Electron. Per gli acquisti con Visa o Mastercard viene applicato un costo pari al 4% del totale acquistato.

## Politica

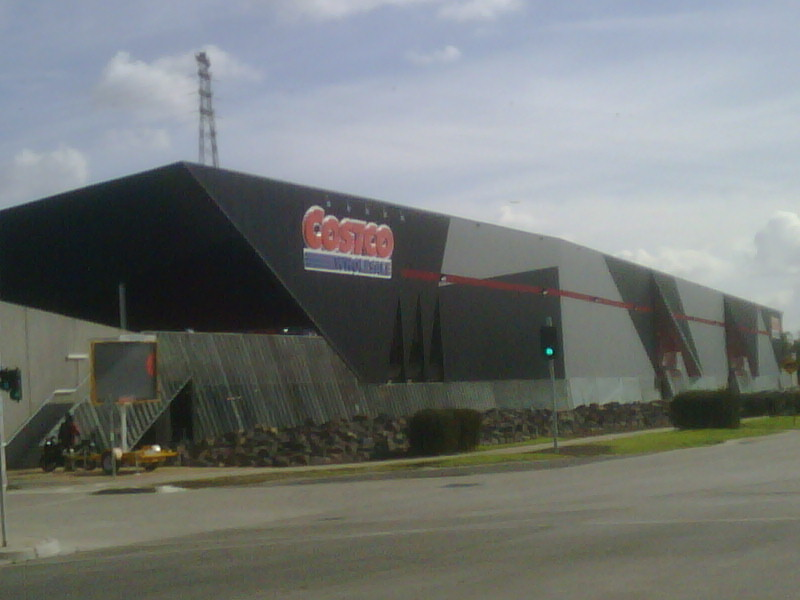
Australia's first Costco outlet, at Docklands, Victoria

### Politica di ritorno
I soci Costco, in qualsiasi momento hanno la garanzia di un totale rimborso per qualsiasi prodotto difettoso. Unica eccezione sono i televisori, i proiettori, i computer, le macchine fotografiche, le videocamere, i lettori audio digitali e i telefoni cellulari, prodotti che hanno un termine di 90 giorni, al di fuori del quale non possono essere rimborsati, e devono essere inviati al produttore, nel rispetto dei termini di garanzia. La CostCo si è accordata con i produttori per estendere la garanzia, sia per i televisori che per i computer, per altri due anni. Inoltre, offre un servizio gratuito per i membri che acquistano prodotti elettronici che richiedono una specifica configurazione.

### Buoni pasto negli USA
Fino al 2009, la Costco non accettava i buoni pasto. In un articolo del 14 marzo 2009, la Pittsburgh Post-Gazette ha citato un'intervista a Jim Sinegal, cofondatore e presidente della società, che al riguardo affermava: "In generale non abbiamo clienti che utilizzano i buoni pasto".
A causa della crisi economica, dell'impoverimento generale della società americana e della decisione del BJ's Wholesale Club, principale concorrente della CostCo, l'azienda annunciò nel maggio 2009 di accettare, in via sperimentale, l'utilizzo di buoni pasto, presso due negozi della città di New York a partire dal giugno 2009, e, a seconda del successo dell'iniziativa, estendere il loro utilizzo a tutti i negozi di New York. Successivamente la società ha annunciato di espandere il programma, puntando in primo luogo alle zone del Michigan e della California più colpite dalla crisi economica, e introducendo successivamente il loro uso in metà circa dei suoi 410 negozi a partire dal giorno del ringraziamento, fino a estendere l'iniziativa a livello nazionale.

### Le Cash Cards
Nei magazzini CostCo possono essere acquistate delle particolari carte, le Cash Cards, sulle quali i soci possono effettuare versamenti per acquisti non in contanti, presso tutti i magazzini statunitensi e australiani. Dato che i distributori di benzina della Costco accettano solo Cash Card, Carte di debito e Visa cards, coloro che possono pagare solo con assegni o contanti, prima di fare il pieno, devono acquistare una Cash Card all'interno del magazzino.

## Prodotti
Nel corso degli anni, la Costco ha progressivamente ampliato la sua gamma di prodotti e servizi, inizialmente limitata ai prodotti in scatola facilmente disponibili dalle grosse confezioni situate sui pallet. Oggi è possibile acquistare molti altri prodotti, come prodotti freschi, carne, latticini, pesce, prodotti da forno, fiori, vestiti, libri, software per computer, aspirapolvere, elettrodomestici, elettronica di consumo, pannelli solari fotovoltaici, gioielli, pneumatici, vino, vasche per idromassaggio, mobili e cofanetti. Molti magazzini dispongono di pneumatici per auto, farmacie, centri di aiuto per l'udito, optometristi, sviluppo foto digitali, e stazioni di servizio. Gli optometristi che lavorano nei centri Costco accettano anche visite di persone prive della tessera associativa. La Costcol Optical rappresenta la quarta più grande società di ottica degli Stati Uniti.
Presso alcune città sono accessibili negozi di alcolici, generalmente separati dal magazzino principale, separazione necessaria al fine di adeguarsi alle restrizioni legislative nella vendita di liquori. Per esempio, in alcuni stati, come nel Texas, questi negozi devono essere di proprietà e gestiti tramite una società separata con propri dipendenti. Il tentativo della Costco di acquistare direttamente dai produttori di vino, evitando il pagamento dello state retail, e aggirando il monopolio, ha indotto lo Stato di Washington a intentare causa, causa che l'azienda ha perso. In Australia, la Costco deve rispettare norme commerciali stabilite in ogni stato. I negozi presenti nello Stato di Victoria, per esempio, beneficiano delle leggi di autorizzazione più liberali presenti in Australia, i cui rivenditori sono autorizzati a vendere alcolici sugli scaffali all'interno del centro commerciale, come avviene regolarmente in molti paesi europei, ma con una cassa separata.

### Marchio Kirkland

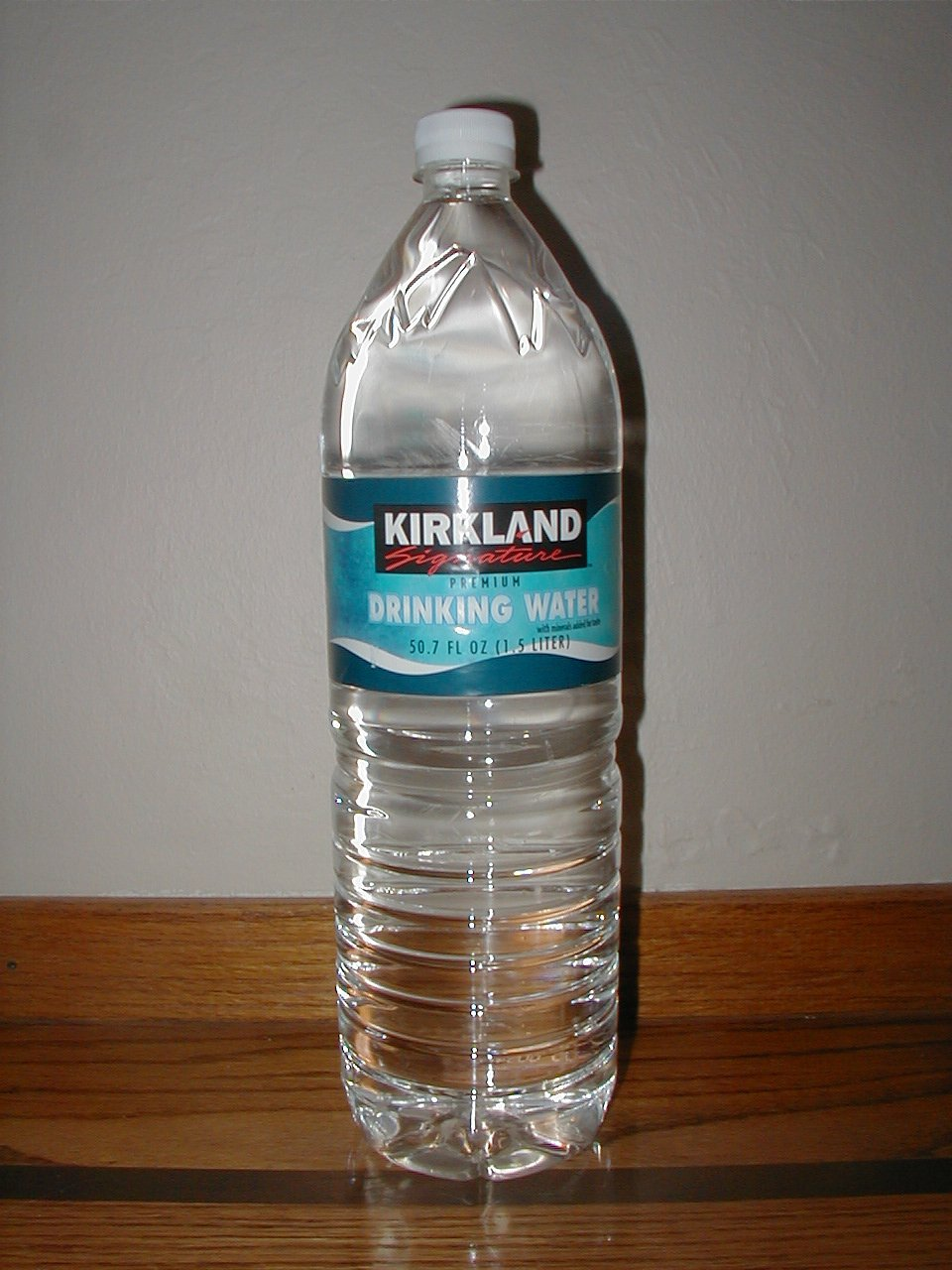
Kirkland Signature branded bottled water

Il marchio Kirkland è di proprietà esclusiva della Costco, marchio conosciuto nel mondo dell'industria come "private label". È presente sia sul sito internet che presso i centri commerciali. Il nome Kirkland è dovuto al fatto che la sede centrale della Costco si trovava tra il 1987 ed il 1996 nella città di Kirkland (Washington). La Costco ha introdotto il marchio nel 1995. L'idea è nata per identificare categorie di prodotti con un marchio di qualità a prezzi scontati.

## Servizi
La Costco agisce anche come broker di investimento e agenzia viaggi. Hanno inoltre attivato un programma dove i soci possono acquistare auto nuove a prezzi scontati. La CostCo dal 2004 ha stipulato un accordo con l'Ameriprise per l'acquisto di assicurazioni auto. Più recentemente viene offerta una bottiglia di un vino raro, il Château Mouton Rothschild del 1982, vino che a rotazione viene sostituito con un'altra marca, ma altrettanto raro. Il Costco Photo Center è un laboratorio di stampe fotografiche multifunzionale in grado di offrire i suoi servizi sia dai magazzini che dal sito web, costcophotocenter.com. Il sito offre gratuitamente senza limiti di archiviazione la memorizzazione di file digitali. Prima del maggio o giugno 2010, la Costco ha stipulato un accordo con il sito Mypublisher.com per la pubblicazione di libri e calendari personalizzati.

### Acquisti online
Secondo un sondaggio effettuato dalla Compete.com survey, il sito Costco.com ha superato i 58 milioni di visitatori nel 2008 e possiede tre siti internet dedicati all'e-commerce, tra i quali: Costco.com per il mercato statunitense, Costco.ca per il Canada e Costco.co.uk per il Regno Unito.

### Viaggi Costco
La Costco Travel è una società interamente controllata dalla Costco Wholesale: dal 2000 offre viaggi di piacere ai soci statunitensi. Le agenzie viaggio si trovano ad Issaquah, nei pressi della sede centrale della Costco. La Costco Travel impiega 290 professionisti, che propongono diversi pacchetti vacanza alle Hawaii, nel Messico, ai Caraibi, in Europa, ad Orlando, nel Sud Pacifico, nel deserto del sud-ovest e a Las Vegas. Sono disponibili anche viaggi in crociera, vacanze guidate, vacanze presso i parchi di divertimento, servizi di noleggio, case alloggio, hotel, e case di lusso.

### Ristorazione
La maggior parte dei negozi Costco sono dotati di ristorante, che offrono a tutti i commensali a soli 1,50 $ (lo stesso prezzo del 1985) 113 grammi (1/4 di libbra) di hot dog di carne bovina o salsiccia e 567 grammi (20 once) di una bevanda (con ricarica). In Australia l'hot dog è di carne di maiale e viene venduto al prezzo di 2,49 $ accompagnato da una soda grande. Anche in Messico l'hot dog è di carne suina, e comprende una bevanda, con ricarica per 2,5 $. Mentre nel Regno Unito l'hot dog è di carne di manzo ed è accompagnato da una bevanda per 1,5 £.
La Costco, dal 2008 ha venduto più di 82 milioni di hot dog. Nei ristoranti Costco è disponibile la pizza in diversi gusti: al formaggio, ai peperoni, vegetariana, combo. Lo yogurt gelato viene servito sia con il cioccolato, che alla vaniglia o con entrambi i gusti. Inoltre è possibile acquistare frullati di frutta di bosco mista, il cappuccino, il pollo, panini, piadine, tacchino, churros, insalate e in alcune località il gelato. In alcune località sono offerte anche le patatine fritte. Con il tempo i churros hanno sostituito i pretzel. I dati nutrizionali sono pubblicati online. Nell'aprile del 2010, alcuni centri commerciali della Costco di Stati Uniti e Canada hanno sostituito la Coca Cola con la Pepsi Cola.

## Lavorare da Costco
Mentre alcuni Price Club situati in California e nel nordest degli Stati Uniti sono gestiti dalla International Brotherhood of Teamsters, la maggior parte dei centri commerciali Costco non sono sindacalizzati. Comunque i contratti vengono rinnovati dalla Costco ogni tre anni, in concomitanza con le ratifiche dei contratti collettivi. Il contratto, pur non essendo ratificato dal sindacato è simile ad un contratto sindacale, un accordo stipulato con i dipendenti che raccoglie assieme ai compensi e ai salari, procedure disciplinari, ferie pagate e bonus di anzianità. Il salari orari della CostCo variano negli Stati Uniti da 11 $ a 21 $, in Canada da 11 $ a $ 22,15, e da 6,28 £ a 10,00 £ nel Regno Unito. Negli Stati Uniti, l'ottanta per cento dei lavoratori della Costco possiede un'assicurazione sanitaria, più del doppio dei dipendenti dei centri commerciali concorrenti, quali Walmart e Target. I dipendenti che operano nel settore dei campioni alimentari lavorano per una società esterna. Negli Stati Uniti occidentali, l'azienda si chiama Warehouse Demo Servizi, ha sede a Kirkland, nello Stato di Washington. La Costco utilizza per le dimostrazioni la sede di San Diego in California. In Canada le dimostrazioni sono esclusivamente effettuate in appositi sedi professionali.

## Costco nel mondo
I negozi situati al di fuori degli Stati Uniti sono simili a quelli statunitensi. Il layout, la segnaletica ed anche i parcheggi sono generalmente identici a quelli negli States e i ristoranti sono allineati al gusto internazionale. In Canada vengono offerte le poutine, mentre in Asia e in Messico è disponibile la pizza ai frutti di mare, in Giappone e in Corea del Sud la zuppa di vongole, infine in Gran Bretagna le patate fritte al cartoccio e in Australia il pasticcio di carne. La disponibilità dei prodotti venduti nei centri commerciali è adattata ai gusti locali, con un sapiente mix di prodotti americani e prodotti del luogo.

## Negozi
Nel luglio del 2023 la Costco contava 858 negozi:
- 590 negli Stati Uniti e Porto Rico
- 107 in Canada
- 40 in Messico (in una joint venture al 50% con Comercial Mexicana)
- 32 in Giappone,
- 29 nel Regno Unito,
- 18 in Corea del Sud
- 15 in Australia
- 14 in Taiwan
- 4 in Spagna
- 4 in Cina
- 2 in Francia
- 1 in Islanda
- 1 in Nuova Zelanda
- 1 in Svezia

Nel 2015 il Costco più grande al mondo coi suoi 21.800 m2 è diventato quello di Salt Lake City in Utah.
Dal 2011 quello coi più alti volumi di vendita è quello a Seul, Corea del Sud.

## Altri formati di vendita
La Costco ha sperimentato negli anni altri formati di vendita dei prodotti. Per esempio, nel febbraio 2003 vennero abbandonati i progetti per supermarket di qualità, per buongustai (supermarket gourmet). Il formato di adesione prevedeva la possibilità di acquisti presso una farmacia, un panificio, un bar, un negozio di gastronomia, un garden center, reparti di ottica, con prodotti confezionati in piccole quantità.

### Costco Business Centers
I Costco Business Centers concentrano al loro interno un ristorante, un albergo, un minimarket e un negozio di forniture per ufficio professionali. Gli articoli sono offerti in lotti o in piccole quantità con una vastissima selezione di prodotti, sempre disponibili alla consegna. Nei Costco Business Centre a differenza dei tradizionali centri Costco, i clienti non trovano vestiti, articoli sportivi, gioielli, e prodotti farmaceutici. Dal settembre 2010, sono accessibili otto Costco Business Center: in California a Commerce, in Hawthorne, ad Hayward, e a San Diego, nello Stato di Washington, a Lynnwood e a Fife, mentre in Nevada a Las Vegas, e in a Arizona a Phoenix.

## Progetti abbandonati

### Costco Home
Il primo magazzino Costco Home ha aperto nel 2002 a Kirkland, nello Stato di Washington. Il magazzino venne concepito per attirare una clientela disponibile all'acquisto di prodotti di lusso, in grado di coniugare qualità, valore in prodotti di fascia alta, come già avevano già fatto centri commerciali tipo Fortunoff o Create & Barrel. In questi magazzini, per esempio, i mobili, i prodotti per la cucina e gli accessori sono considerati quasi di lusso, rappresentati da marchi tipo Lexington, Ralph Lauren e Waterford. Grazie ad una politica di vendita orientata ad un maggior volume è stato possibile da parte della Costco applicare margini di guadagno più bassi e di conseguenza prezzi alla clientela migliori.
Con il tempo presso le Costco Home sono stati introdotti articoli di elettronica per la casa, tra cui i principali marchi di elettrodomestici, mobili per ufficio, e una vasta selezione di mobili da giardino. Anche partner come la Glentel filiale della Wireless, ha iniziato a vendere piani telefonici e telefoni cellulari. Il 2 aprile 2009, la società ha annunciato di chiudere i due negozi esistenti a Kirkland, Washington, e Tempe, in Arizona, e il 3 luglio 2009 di abbandonare i piani per l'apertura di terzo negozio sulla West Coast. La società si è giustificata affermando che la crisi aveva ridotto l'acquisto di prodotti per la casa, costringendola a rifocalizzare i suoi interessi sul core business.